# 卡瓦亚
卡瓦亚是阿尔巴尼亚地拉那州的一个市镇，面积为199.00平方公里，人口数量为40,094人（2011年）。